# Pardomima furcirenalis
Pardomima furcirenalis là một loài bướm đêm trong họ Crambidae.